# Bakary Sako
Bakary Sako (Ivry-sur-Seine, Francia, 26 de abril de 1988) es un futbolista francés, nacionalizado maliense, que juega como delantero en el Levadiakos F. C. de la Superliga de Grecia.

## Clubes
| Club                          | País       | Año       |
| ----------------------------- | ---------- | --------- |
| L. B. Châteauroux             | Francia    | 2006-2009 |
| A. S. Saint-Étienne           | Francia    | 2009-2012 |
| Wolverhampton Wanderers F. C. | Inglaterra | 2012-2015 |
| Crystal Palace F. C.          | Inglaterra | 2015-2018 |
| West Bromwich Albion F. C.    | Inglaterra | 2018-2019 |
| Crystal Palace F. C.          | Inglaterra | 2019      |
| Pafos F. C.                   | Chipre     | 2019-2020 |
| A. S. Saint-Étienne           | Francia    | 2022      |
| Levadiakos F. C.              | Grecia     | 2022-     |